# Alireza Abdewali
Alireza Morad Abdewali (pers. علیرضا عبدولی; ur. 27 maja 2004) – irański zapaśnik walczący w stylu klasycznym. 
Srebrny medalista mistrzostw Azji w 2025 roku. Mistrz świata juniorów w 2023 i 2024. Drugi na MŚ kadetów w 2021 roku. 